# Anomala auriculata
Anomala auriculata är en skalbaggsart som beskrevs av Ohaus 1916. Anomala auriculata ingår i släktet Anomala och familjen Rutelidae. Inga underarter finns listade i Catalogue of Life.